# Boris Kokorev
Boris Borisovič Kokorev (in russo Борис Борисович Кокорев?; Tbilisi, 20 aprile 1959 – Mosca, 22 ottobre 2018) è stato un tiratore a segno russo.

## Palmarès

### Olimpiadi
- 1 medaglia:
  - 1 oro (Atlanta 1996 nella pistola 50 metri)